# Bălăbăneşti (Galaţi)
Bălăbăneşti é uma comuna romena localizada no distrito de Galaţi, na região de Moldávia. A comuna possui uma área de 25.70 km² e sua população era de 2236 habitantes segundo o censo de 2007.